# Bionville
Bionville település Franciaországban, Meurthe-et-Moselle megyében. Lakosainak száma 114 fő (2022. január 1.). Bionville Vexaincourt, Allarmont, Luvigny, Raon-sur-Plaine, Angomont, Grandfontaine, Pierre-Percée, Raon-lès-Leau, Saint-Sauveur és Celles-sur-Plaine községekkel határos.

## Népesség
A település népességének változása:
| Lakosok száma | 123  | 105  | 124  | 137  | 129  | 119  | 116  | 117  | 119  | 114  |
|               | 1968 | 1982 | 1999 | 2006 | 2011 | 2015 | 2017 | 2018 | 2020 | 2022 |